# Хора-Сфакион
Хо́ра-Сфаки́он(греч. Χώρα Σφακίων) — деревня в Греции на юге острова Крит, на побережье Ливийского моря. Расположена в конце ущелья Имброс, в 74 км к югу от Ханьи. Административный центр общины (дима) Сфакион в периферийной единице Ханья в периферии Крит. Население 212 жителей по переписи 2011 года.

## История
Хора-Сфакион процветал во время венецианского и турецкого владычества. По причине скудности земли, сфакиоты занимались в основном морской торговлей и разбоем, имелся собственный небольшой флот. Город известен как один из центров сопротивления оккупационным силам. Непроходимые Лефка-Ори на севере в сочетании с диким каменистым побережьем сделали эти места неприступными. Большую часть 400-летнего турецкого ига Хора-Сфакион оставался самоуправляемым. В деревне Анаполис (Ανώπολις), близ Хора-Сфакиона, родился один из самых знаменитых критских революционеров Даскалояннис.
В период расцвета в Хора-Сфакионе проживало до 100 семей и каждая из них имела свою церковь. Однако город сильно пострадал от бомбардировок во время Критской операции в 1941 году и последовавшей эвакуации союзников. В настоящее время из сотни сохранились лишь несколько древних домовых храмов.
Над заливом, на возвышении сохранились развалины венецианского замка. На берегу воздвигнут памятник в честь спасения солдат союзной армии кораблями британского флота после Критской операции.

## Экономика
Местная экономика базируется на туризме, рыболовстве, производстве оливкового масла и выпасе овец и коз.
В городе есть несколько таверн в порту, 2 банкомата, почтовое отделение, 2 мини-маркета, мясная лавка и две пекарни. Имеется несколько тихих галечных пляжей неподалёку. Город предлагает разнообразные формы размещения туристов: отели, студии, апартаменты.
Имеются портовые и таможенные службы, полицейский участок, школы и другие учреждения.

## Транспорт
В Хора-Сфакион проложена автомобильная дорога из города Ханья, откуда два раза в день приходит автобус. Дорога к городу проложена через горный хребет Лефка-Ори и представляет собой опасный серпантин. Город имеет две небольшие гавани, куда прибывают паромы из Айия-Румели, которые летом перевозят туристов из Самарийского ущелья для переправки их на автобусах обратно к северному побережью. Также из Хора-Сфакиона ходит паром в близлежащие приморские города Лутро, Палеохору и на остров Гавдос.

## Местное сообщество Хора-Сфакион
В местное сообщество Хора-Сфакион входят 3 населённых пункта. Население 265 жителей по переписи 2011 года. Площадь 45,615 квадратных километров.
| Наименование | Население (2011), человек |
| ------------ | ------------------------- |
| Вритомартис  | 0                         |
| Комитадес    | 53                        |
| Хора-Сфакион | 212                       |

## Население
| Год  | Население, человек |
| ---- | ------------------ |
| 1991 | 257                |
| 2001 | 302                |
| 2011 | ↘ 212              |